# Donald Fallon
Baron Donald Alexandre Joseph Fallon (Londen, 30 maart 1916 - Brussel, 5 juli 1998) was een Belgisch politicus namens de PSC. Hij zetelde onder meer in de Senaat en was dertig jaar lang burgemeester van Sint-Lambrechts-Woluwe.

## Levensloop
Donald Fallon was een afstammeling van Isidore Fallon (1780-1861), die in 1831 enkele maanden in het Nationaal Congres zetelde en die van 1839 tot 1842 voorzitter van de Kamer van volksvertegenwoordigers was. Hij werd geboren in Londen, waar zijn vader kabinetsmedewerker van minister van Koloniën Jules Renkin was.
Hij werd kandidaat in de filosofie en de letteren en vervolgens doctor in de rechten. Hij werd als jurist actief in de staalnijverheid. Na de Tweede Wereldoorlog trad hij toe tot de PSC en werd voor deze partij in 1946 verkozen tot gemeenteraadslid van Sint-Lambrechts-Woluwe, waar hij van 1947 tot 1977 burgemeester was. Op het moment van zijn aantreden was hij de jongste burgemeester van België.
Van 1974 tot 1978 zetelde Fallon tevens in de Senaat: van 1974 tot 1977 als provinciaal senator voor de provincie Brabant en van 1977 tot 1978 als gecoöpteerd senator.
In 1992 volgde hij Fred Chaffart op als voorzitter van cementgroep CBR, een functie die hij tot 1998 uitoefende. Hij was tevens bestuurder van de holding Compagnie du Bois Sauvage.

## Trivia
- Het Fallonstadion, het gemeentelijk stadion van Sint-Lambrechts-Woluwe, werd vernoemd naar Donald Fallon.